# Trance (cómic)
Trance (Hope Abbott) es un personaje ficticio que aparece en los cómics publicados por Marvel Comics. Hope asistió al  Instituto Xavier antes de su cierre. Ella retuvo sus poderes después de  Día M y es miembro del equipo de entrenamiento de los X-Men.

## Biografía ficticia del personaje
Hope fue criada en Bloomfield Hills, Michigan. Cuando sus poderes se manifiestan, parecerá como si un fantasma saliera de su cuerpo, lo que provocara a su padre un  ataque al corazón. Ella fue enviada al Instituto Xavier por sus padres donde creen que será "curada".
Mientras en el Instituto, formará parte del escuadrón de Los Modelos bajo la vigilancia de  Wolfsbane. Asumirá el nombre en clave de Trance. Cuando salga a la luz que Wolfsbane y un estudiante (Elixir) habían tenido una relación, esta decidirá irse.  Magma asumirá el cargo de asesor del escuadrón.
Cuando los acontecimientos del Día M sucedieron, ella fue una de los 27 estudiantes que mantuvieron sus poderes. Muy debilitada por las pérdidas, Emma Frost juntó a los restantes estudiantes en una pelea sin cuartel para determinar quien entraría en el equipo de entrenamiento de los X-Men. Hope no entró en el equipo, aunque como todos los otros estudiantes que conservaron sus poderes todavía reside en el Instituto.
En respuesta al Día M el gobierno comenzó a recopilar toda la información que tenía sobre los mutantes restantes. Además, el Escuadrón Centinela O * N * E, un equipo de Centinelas pilotado por humanos, fue enviado a "vigilar" a los X-Men y el puñado de refugiados simbólicamente conocidos como Los 198. Según ponía en los archivos, Hope estaba dispuesta a trabajar con otros mutantes en las sesiones de entrenamiento, pero aún no tenía ninguna experiencia en combate.
Los intereses de Trance incluyen películas antiguas y la música clásica y parece que es muy sofisticada culturalmente. Sus compañeros la votaron como la "mejor vestida" en el anuario.

### Búsqueda de Magik
Trance es una de los estudiantes que fueron capturados por Belasco y transportados al Limbo. De acuerdo con la petición de X-23, utiliza su proyección astral para advertir a los estudiantes que no fueron capturados. Gracias a ella los estudiantes se salvaron y traídos de vuelta con éxito por los X-Men.

### Complejo de Mesías
Trance estaba presente en el Instituto cuando Predator X atacó la escuela. Apenas tuvo tiempo de escapar. Por desgracia, la escuela fue cerrada y todos los estudiantes fueron enviados a casa.

### Killing made simple
Venda tiene una visión e informa a los X-Men que Trance iba a estar en problemas. Mientras cena con su familia, la casa de Hope es atacada por el Creador de Huérfanos que está a las órdenes de  Nanny, pero Trance no era su objetivo, eran sus padres. Por suerte Wolverine había sido enviado por los X-Men para velar por ella. Pasando a la acción trata de luchar contra el villano pero es vencido. Cambiando de planes, Trance y Lobezno son secuestrados. Hope más tarde se ve atada a una silla con Logan encadenado al suelo. Esta, creyendo que Lobezno los salvará, se niega a usar sus poderes. Después de darse cuenta de que no puede ayudarla, proyecta su forma astral fuera de su cuerpo y comienza a golpear a Nanny y su discípulo. Los dos villanos finalmente huyen en una cápsula de escape, dejando la nave a punto de estrellarse. Usando sus explosiones de energía, Trance desactiva el temporizador de autodestrucción. La nave finalmente se estrella en un lago, pero ambos estarán a salvo.

### Utopía
Trance más tarde se traslada a San Francisco junto con todos los otros X-Men.
Hope es vista con Dragonesa y  Sapo, que están siendo perseguidos por agentes de H.A.M.M.E.R. Después de que Dragonesa sea capturada, Trance entra en su forma astral pero su poder será interrumpido cuando su cuerpo sea atacado con pistolas Taser.  Gámbito aparece y golpea a los agentes. Trance, en su forma astral, yace en el suelo pidiendo ayuda cuando  Ariel y Onyxx aparecen y llevan su cuerpo a un lugar seguro. Más tarde,  Mindee Cuckoo informa a  Pícara que Trance no ha vuelto a la base y que está detectando sus pensamientos en algún lugar del centro, lo que lleva a Pícara y su equipo a ir en su busca. Con su poder interrumpido Ariel intenta teletransportarla a un lugar seguro. Pícara las encuentra cuando sus poderes ya están fuera de control provocando poderosas explosiones bio-eléctricas incontrolables. Tratará de ayudar a Hope calmándola y ayudándola a hacerse con el control cuando aparece  Ms. Marvel Oscura. Después de vencer a Gámbito y  Peligro, Pícara y Ms. Marvel se enfrentan, cuando la primera está perdiendo Trance recupera el control e interviene para ayudarla. Descubrirá que su forma astral es capaz de golpear a Ms. Marvel cuando ambas son intangibles. Después de que Gámbito la aturda se teletransportan a la base donde Hope recibirá atención médica.

### Necrosha
Trance aparece con  Vaina y los Nuevos X-Men luchando contra los resucitados  Sincro y  Pellejo.
Hope es parte de un equipo de X-Men que investiga la visión de Venda sobre la Isla Muir. Ella, junto con la mayoría de los otros miembros de este equipo, serán poseídos brevemente por  Proteus cuando este ataque. Esta posesión se interrumpe por el uso por Pícara del cuchillo psíquico de Psylocke. El equipo finalmente lo derrota antes de regresar a Utopía.

### Advenimiento
Durante los acontecimientos del Advenimiento,  Bala de Cañón recluta a Trance junto con Northstar, Dazzler, Anole, Gámbito y Hada en una misión para recuperar a Magik del Limbo. Hope en un principio es reacia a aceptar esta misión, pero se compromete a ir todo el tiempo que ella puede dejar su cuerpo en la Tierra. Al llegar al Limbo, el equipo se separa al verse abrumados por sus demoníacos habitantes. Trance lucha junto a Hada y trata de protegerla de la influencia del demonio de Magik, N'Astirh. El esfuerzo, sin embargo, causa que desaparezca del Limbo y despierte en su cuerpo en Utopía.

### Lobezno y los X-Men
Trance es actualmente una estudiante en la Escuela Jean Grey de Estudios Superiores.

## Poderes y habilidades
Trance tiene el poder de la  proyección astral y como su nombre en clave sugiere, ella entra en una especie de estado alterado de conciencia o de alguna otra manera anula su cuerpo con el fin de liberar su yo astral. Esta observación fue confirmada aún más cuando ella le preguntó a Emma Frost si podía salir de su cuerpo fuera de la sala de peligro durante un ejercicio. Su forma astral es capaz de volar y puede pasar a través de las barreras mágicas. Su forma astral fue capaz de golpear físicamente a la forma intangible de Moonstone. La forma astral es además capaz de proyectar energía destructiva. Al ser golpeada con armas Taser por los agentes de H.A.M.M.E.R. durante X-Men: Legado # 226 en medio de su estado de trance, sus poderes se ponen fuera de control, lo que altera el intento de Ariel para teletransportarse a un lugar seguro. También crea un arco de energía que aturde a los soldados e incluso dobla el metal y el hormigón cercano. Según Peligro y Pícara, esto parece ser una nueva parte de su poder que no ha aprendido a controlar.
También puede percibir auras y patrones de energía que son invisibles al ojo humano como el estado emocional de los demás a través de sus auras, huellas de calor o patrones de energía en el aire. Doctor Némesis especula además que los poderes de Trance parecen reaccionar a urdimbres espaciales y campos de energía; sin embargo, él no sabe si se trata de un desarrollo temporal o permanente.

## Televisión
- Aparece en el episodio Saludos desde Genosha de la serie  Lobezno y los X-Men.